# Qāranjeh
Qāranjeh (persiska: قارنجه, Qārīnjān) är en ort i Iran.   Den ligger i provinsen Västazarbaijan, i den nordvästra delen av landet, 700 km nordväst om huvudstaden Teheran. Qāranjeh ligger 1 750 meter över havet och antalet invånare är 167.
Terrängen runt Qāranjeh är varierad. Qāranjeh ligger nere i en dal. Runt Qāranjeh är det ganska tätbefolkat, med 75 invånare per kvadratkilometer. Närmaste större samhälle är Kāpūt, 6,1 km väster om Qāranjeh. Trakten runt Qāranjeh består i huvudsak av gräsmarker.